# Raymond Odierno
Raymond Thomas Odierno, detto Ray (Rockaway, 8 settembre 1954 – Pinehurst, 8 ottobre 2021), è stato un generale statunitense, Capo di stato maggiore dell'Esercito degli Stati Uniti dal 2011 al 2015.
Dal 2008 al 2010 ha comandato la Coalizione multinazionale in Iraq.